# アーラム・ホール
アーラム・ホール（英: Earlham Hall）はイングランドのノーフォーク州にあるカントリー・ハウスである。アーラム村周辺部のアーラム・ロードにあるシティ・オブ・ノリッジのちょうど西に位置している。ここは代々ガーニー家の邸宅であった。ガーニー家の人物は銀行家や社会活動家として知られており、刑務所改革者のエリザベス・フライはアーラム・ホールで育った。1963年にイースト・アングリア大学が創設された際には大学の管理センターとなり、現在は法科大学院として機能している。

## 歴史
アーラム・ホールはロバート・ホートンによって1642年に建てられた。18世紀には1759年から1760年までノリッジ市長だった醸造業者のノコルド・トンプソン所有であった。ノコルド・トンプソンがアーラム・ホールで耕作をしていた際、彼の作物収量実験は1771年発行の『農民暦』を手がけた農学者のアーサー・ヤングに賞賛された。また18世紀にはベーコン家の所有となり、法学者で政治家のエドワード・ベーコンは「見栄えのする、長くて非常に高さのある」ダイニングルームを建造した。ベーコンは1786年に没し、所有権はヨークシャーのカンツォール出身のベーコン・フランクに伝わった。この時に住宅はガーニー家に貸与され、「農家では非常に多いにもかかわらず、知られる限りではこの規模の邸宅としては最古の借家」の状態が1世紀以上も継続されることになる。
ガーニー家は1770年に一族の名を冠した銀行を設立した影響力のある裕福なクエーカーであった（ギルバート・アンド・サリヴァンによる1875年上演の喜劇『陪審員裁判』の登場人物が「ついに私はガーニー家のように裕福になった」と裕福さの蓄積を説明するという話が出るほど、ガーニー家は十分すぎるほど有名になった。1896年にガーニー銀行はバークレイズに吸収された。）。
アーラム・ホールは銀行家のジョン・ガーニー（1749年-1809年）とその妻であるキャサリン・ベル（1755年-1794年）の自宅であった。夫妻は銀行家のサミュエル・ガーニーとダニエル・ガーニー、社会改革運動家のエリザベス・フライとジョゼフ・ジョン・ガーニー、教育作家のルイーザ・ガーニー・ホアーなど13人の子供をもうけた。もう一人の姉妹であるハンナは国会議員、醸造業者で奴隷制度廃止論者のフォウェル・バクストンと結婚した。
ガーニー家はアーラム・ホールに訪問者や友人などを招いた。小説家のアメリア・オーピーは一族の親友であった。
作家で旅行家のジョージ・ボロー（1803年-1881年）はアーラム・ホール近くのヤーレ河でよく魚釣りをしていた。ある時、のちに自身の執筆本を見せるために彼を自宅に招くことになるジョセフ・ジョン・ガーニーにその現場を目撃される。自伝的小説『ラヴェングロ』において、ボローはアーラム・ホールのことを次のように回想している。
右側には緑の平地、微笑みの牧草地が広がっていて、斜面側には牧草が豊かに生い茂っている。牧草で彩られた巨大な楡の木もあり、太陽が子午線に最大限に近くなってくる頃には、古くからあるイギリス式会館の古来の煉瓦の表面に楡の木の広々とした影が満ちてくるのである。

美術評論家で伝記作家のパーシー・ラボック（1879年-1965年）はアーラム・ホールと関係があった。彼は外国為替取引業者のフレデリック・ラボックと、妻でジョン・ガーニーの娘であるキャサリンの息子である。子供時代、ラボックは夏休みを母の実家で過ごした。その様子を著した自叙伝『アーラム』（1922年）で、ラボックはジェイムズ・テイト・ブラック記念賞（伝記部門）を受賞している。
このホールは戦前、地方議員や看護婦の宿泊施設として利用され、1942年6月にノリッジにある産院が爆弾で大破した際には産院用のベッドを提供したりした。また地方議会がアーラム西部に新しい宿泊施設を建設している間、ホール内には学校もあった。
1963年10月、アーラム・ホールと庭園は新しく開設したイースト・アングリア大学の本部となった。副学長と大学当局はアーラム・ホールに拠点を置いた。ここはのちにノリッジ・ロー・スクールが収容された。約8万ポンドをかけた大規模な改造と修復を経て、2014年3月にはブラックデール・ビルに4年間あったイースト・アングリア大学ロー・スクールがアーラム・ホールに戻ってきた。
2015年5月、アーラム・ホールの用地はラジオ番組「Radio 1's Weekend Breakfast Show」に出演するアーティストの舞台裏として利用された。イースト・アングリア大学の連絡班はホールの一部を利用し、テイラー・スウィフトなどはホールの別の部分を公演前の楽屋として利用した。